# Вулиця Сербська (Львів)
Ву́лиця Се́рбська — вулиця в історичному центрі Львова. Сполучає площі Ринок та Соборну, утворюючи перехрестя з вулицями Староєврейською, Братів Рогатинців, Валовою та площею Ринок.

## Назва
У Середньовіччі вулиця, яка тоді простягалася від площі Ринок до сучасної вул. Староєврейської, мала назву Торговиця Шкоцка, бо там євреї торгували худобою. З XVI століття вулиця називалася Шкоцка. У перекладі з польської мови szkocki означає «шотландський», тому існувала теорія про таке походження назви, але згодом вчені схилилися до думки, що це викривлений прикметник «скотський», пов'язаний з тою ж худобою.  
Ділянка від вул. Староєврейської до вул. Братів Рогатинців сформувалася у другій половині XIX століття й 1863 року отримала назву «Różańcowa», або «Rosen Gasse», тобто Трояндова. 
Ділянка від вул. Братів Рогатинців до площі Соборної від початку XIX столітті мала назву Бернардинська нижча, бо прямувала до монастиря й костелу Бернардинів. 
У 1871 році з трьох окремих вулиць утворено нову вулицю, яку назвали Сербською. Чим зумовлена така назва — невідомо. У вересні 1941 року німецька окупаційна влада перейменувала її на Kroatenstrasse — «Хорватську», оскільки Незалежна Держава Хорватія була одним із союзників Німеччини у другій світовій війні.
Сучасна назва від липня 1944 року — вулиця Сербська.

## Забудова
В архітектурному ансамблі вулиці Сербської переважають стилі ренесанс, бароко, класицизм та віденська сецесія. Декілька будинків на вулиці внесені до Реєстру пам'яток архітектури місцевого значення м. Львова.

### З непарного боку вулиці
№ 1 — кам'яниця Войнаровських, що займає кутову ділянку на розі вулиць Руської та Сербської. Будівельні періоди належать до XVI, XVII та XVIII століть. Будівля демонструє нашарування архітектурних форм готики, ренесансу та бароко. Історична назва кам'яниці походить від прізвища першого власника, львівського райці та бурмістра Георгія Войнара. У другій половині XVII століття тут мешкав відомий львівський друкар та видавець білорусько-литовського походження Михайло Сльозка. У міжвоєнний період в будинку містилися магазин одягу Пільпеля і годинникарська майстерня Амстера, в радянські часи й у перші роки незалежності це звичайний житловий будинок. Через його аварійний стан мешканців відселили. Після реставрації проведеної у 1998 році, під керівництвом архітектора Миколи Рибенчука, тут відкрив своє центральне відділення Банк «Львів». 
№ 3 — чотириповерхова кам'яниця в якій за польських часів були магазин кухонного посуду Бардаха, ремонт парасоль Райфа та ресторан Баума, нині тут міститься кав'ярня-крамниця «Львівська майстерня шоколаду». Будинок внесений до Реєстру пам'яток архітектури місцевого значення під охоронним № 1267-м.
№ 5 — чотириповерхова кам'яниця, споруджена на ділянці, що у середині XVI століття належала міщанинові Павлові Чопу. У XVII столітті кам'яницю стали називати «Коломийською» або «Живертовською». У 1712 році будинок був двоповерховим, його партер використовували як медовий та горілчаний шинок, а у внутрішньому подвір'ї функціювала броварня. У другій половині XIX століття власником кам'яниці був Якуб Венцель, який упродовж 1873—1874 років провів реконструкцію фасадів та замостив бруківкою внутрішнє подвір'я. 1888 року замінено конструкції даху. Деякі архітектурні роботи проводилися й на початку XX століття. Кам'яниця є цінною пам'яткою житлової архітектури доби ренесансу. Будинок внесений до Реєстру пам'яток архітектури місцевого значення під № 1268-м. Нині на першому поверсі будинку міститься заклад громадського харчування «Старі Мури. Колоніальні товари».
№ 7 — чотириповерхова кам'яниця, в якій за Польщі містився магазин кухонного посуду Шварта. Нині в будинку міститься «Мазох-кафе» (ресторан холдингу емоцій «!Fest»), інтер'єр якого оновили у 2019 році, а саме — на верхніх поверхах відкрили «Мазох-готель» на 14 номерів. Будинок внесений до Реєстру пам'яток архітектури місцевого значення під охоронним № 1269-м.
№ 9 — чотириповерхова кам'яниця, в якій за Польщі містився магазин письмового приладдя Шуберта, за радянських часів — комісійний магазин, що працював ще наприкінці 1990-х років, нині — крамниця антикваріату «Сербія». Будинок внесений до Реєстру пам'яток архітектури місцевого значення під охоронним № 333-м.
№ 11 — чотириповерхова кам'яниця, в якій у міжвоєнний період містився магазин кухонного посуду Арона Фіша, нині — ресторан «Vintage Nouveau» та готель «Vintage Boutique Hotel». Будинок внесений до Реєстру пам'яток архітектури місцевого значення під охоронним № 1271-м.
№ 13 — чотириповерхова чиншова кам'яниця, збудована 1911 року будівельною фірмою Адольфа Піллера. Тоді ж на наріжнику встановили стилізовану таблицю з гербом Львова та датою (1633), яка свідчила, що власник будинку мав право емфітевзису, тобто право довгострокового користування земельною ділянкою та передавати її своїм спадкоємцям без сплати коштів за її оренду у міську скарбницю. Від радянських часів на першому поверсі працював великий гастроном, до 2018 року тут містилися гриль-бар «Старий Львів» та магазин продуктів «Жираф», нині — «Майстерня карамелі» та продуктова крамниця. 
№ 15 — чотириповерхова кам'яниця, в якій за Польщі був магазин кухонного посуду Любіна, за радянських часів — Кооперативне товариство художників та закусочна, нині — львівське комунальне підприємство «Старий Львів». 
№ 17 — чотириповерхова кам'яниця, в якій за Польщі був магазин кухонного посуду Кона і ресторан Васінчинського, нині — житловий будинок.

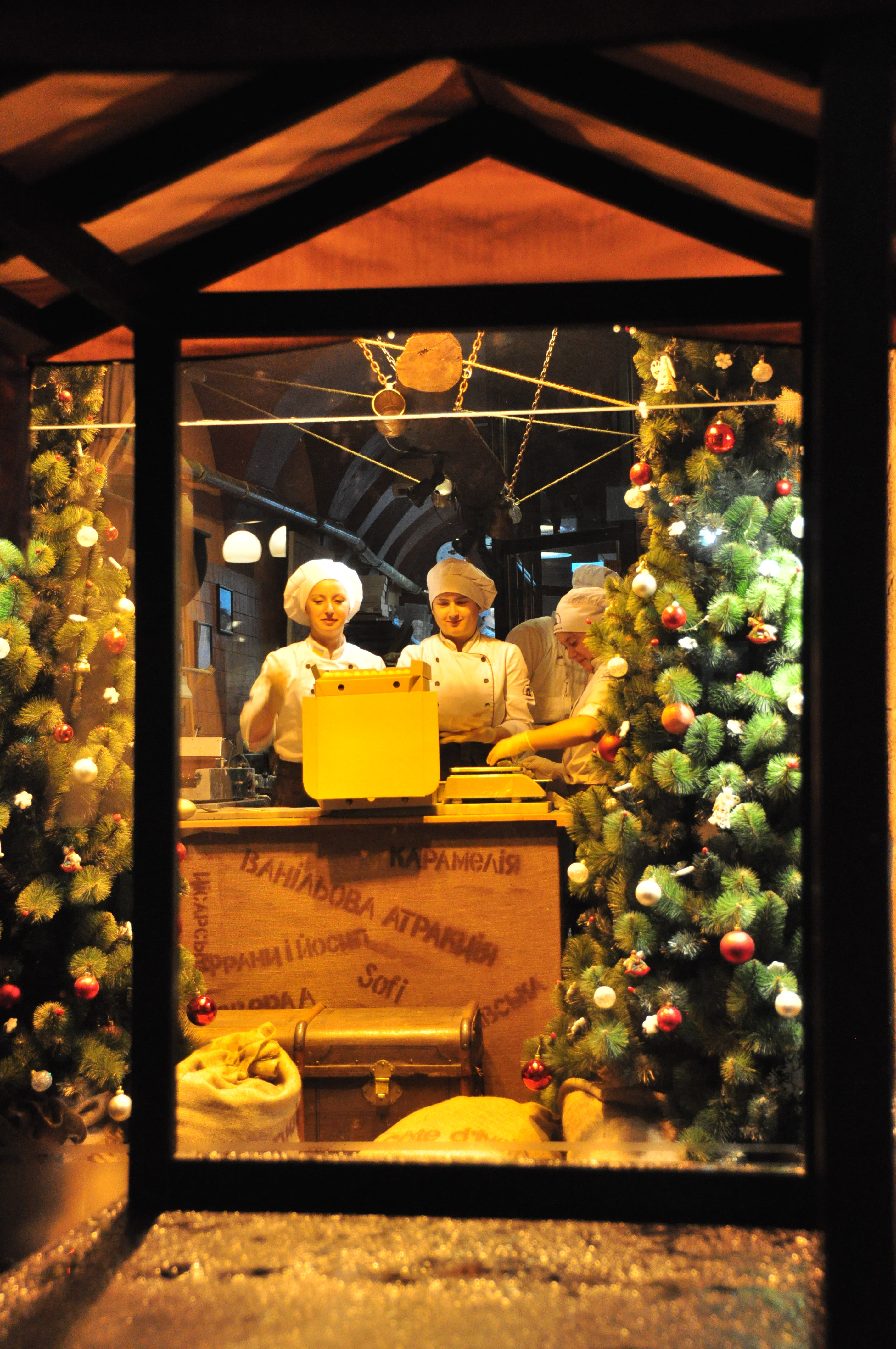
Вітрина кав'ярні-крамниці «Львівська майстерня шоколаду» (вул. Сербська, 3)
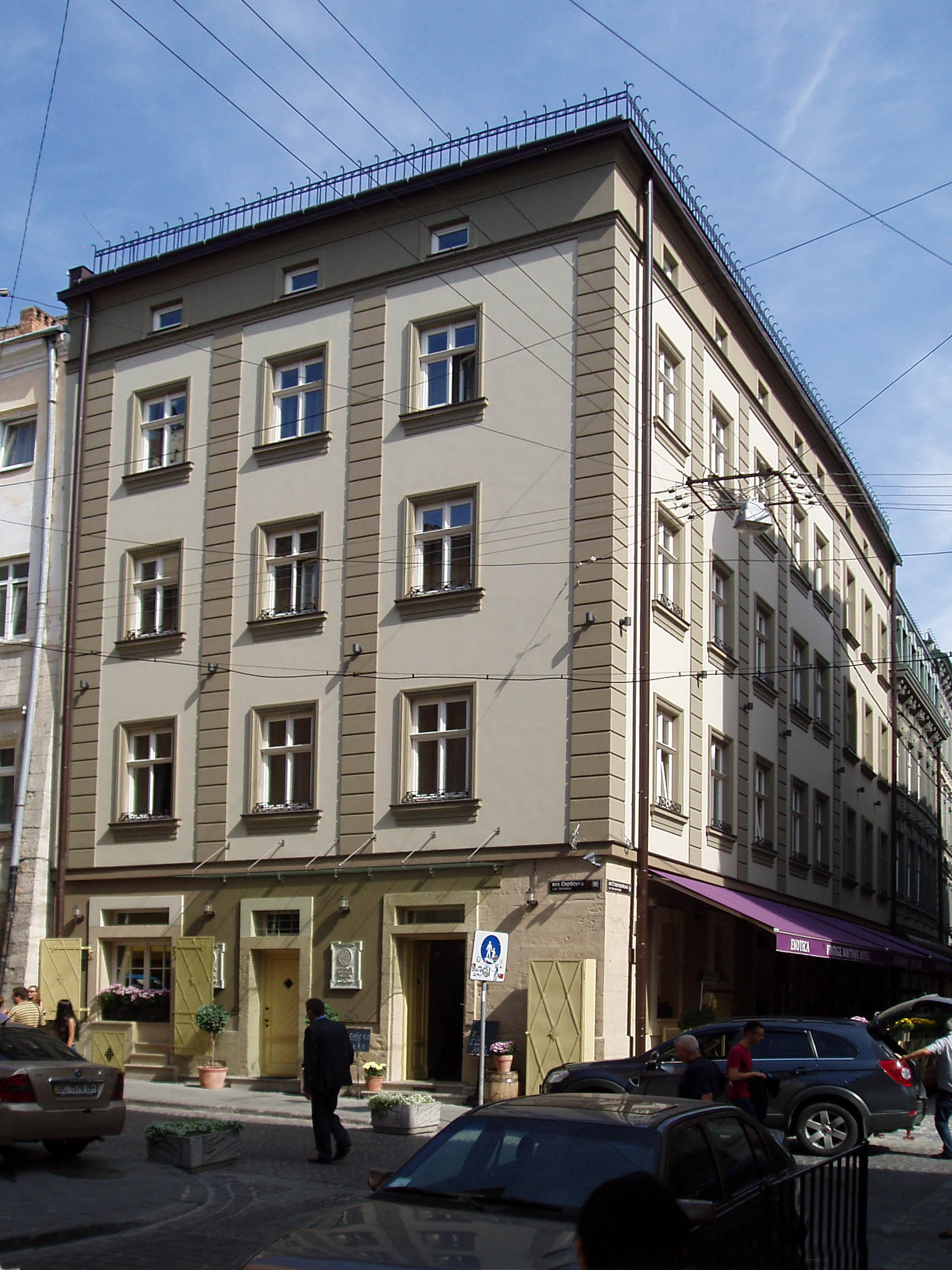
Кам'яниця (вул. Сербська, 11)
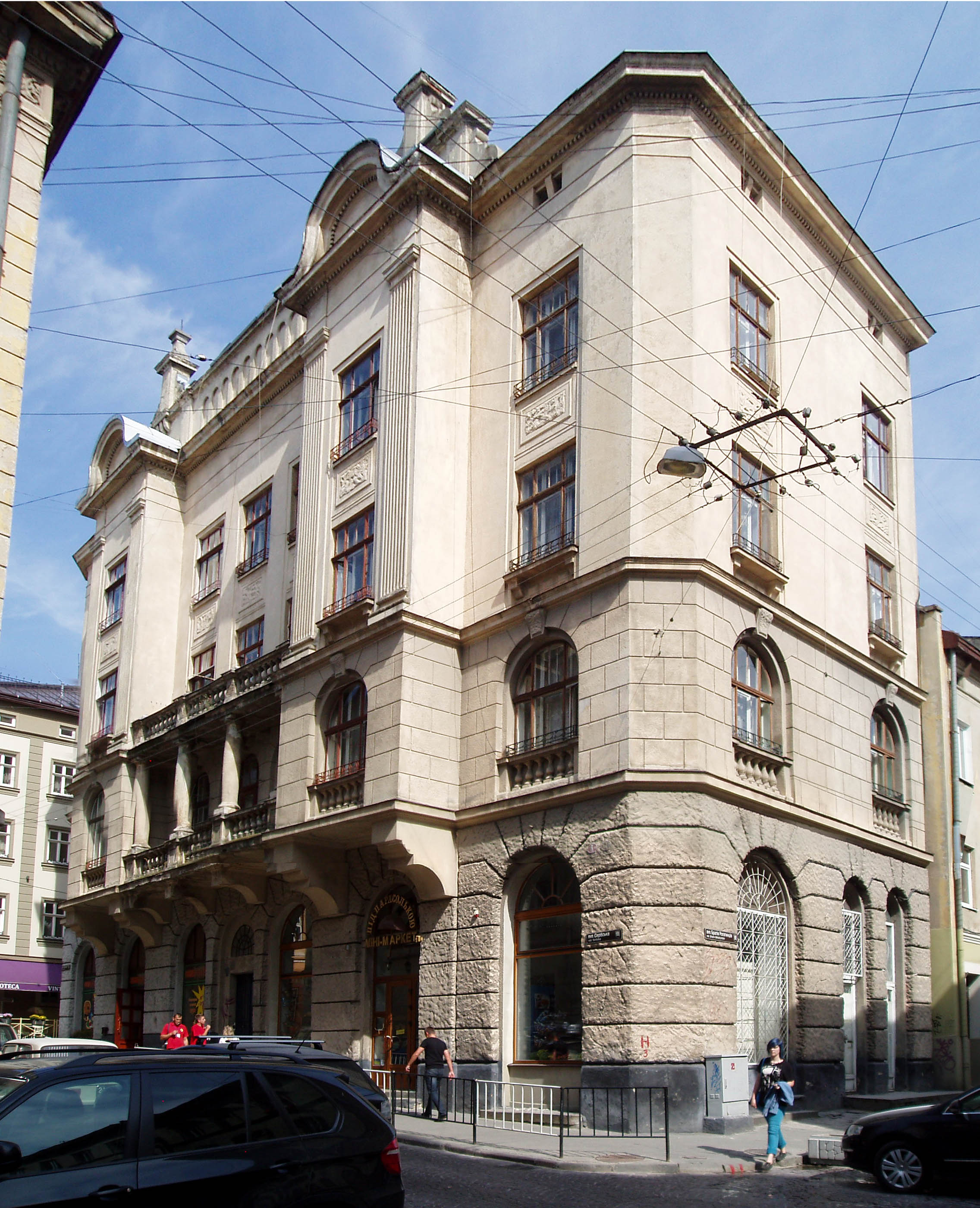
Чиншова кам'яниця (вул. Сербська, 13)
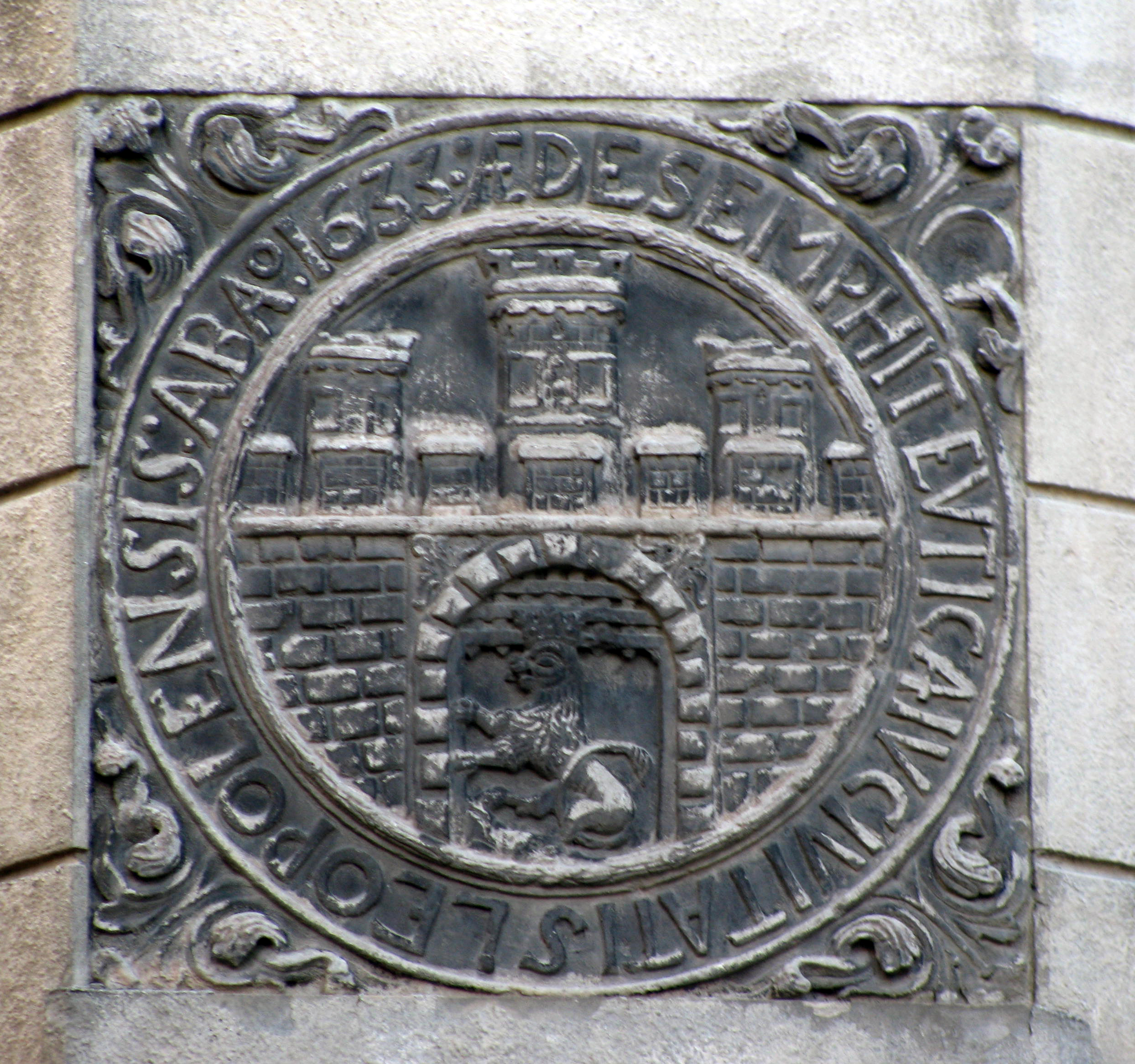
Стилізована таблиця з гербом Львова, яка свідчить, що власник будинку мав право емфітевзису (вул. Сербська, 13)

### З парного боку вулиці
№ 2а (інша адреса — площа Ринок, 11) — тут за польських часів були магазин кухонного посуду Бардаха, ремонт парасоль Райфа та ресторан Баума, тепер тут торговельний дім Геррі Вебера.
№ 4/6 — комплекс, що складається з двох кам'яниць. В будинку під № 4 у 1950-х працювала артіль «Харчопромкомбінат», а в будинку під № 6 нині міститься салон меблів «Західна лінія». Будинки внесені до Реєстру пам'яток архітектури місцевого значення під спільним охоронним № 1022-м.
№ 8 — чотириповерхова кам'яниця. Внесена до Реєстру пам'яток архітектури місцевого значення під охоронним № 1270-м.

## Пам'ятники, меморіальні та інформаційні таблиці
- Пам'ятник Леопольду фон Захер-Мазоху, встановлений у березні 2008 року на тротуарі перед будинком на вул. Сербській, 7 та являє собою бронзову фігуру з кількома руками та глибокою кишенею. Скульптура створена Володимиром Цісариком, стала візитівкою «Мазох-кафе», що розташувалося у підвалі цієї кам'яниці. Авторами ідеї встановлення пам'ятника та кафе стали дизайнери Михайло Москаль та Юрій Назарук. Висота фігури — 170 см[13].
- Меморіальна таблиця, встановлена у 2014 році на фасаді будинку на вул. Сербській, 11, в якому у 1946—1950 роках діяла підпільна Станиця ОУН-УПА під керівництвом члена ОУН Євгенії Кубів (псевдо «Зірка»)[14].
- Стилізована таблиця з гербом Львова та датою (1633), встановлена на вул. Сербській, 13 та свідчить, що власник будинку мав право емфітевзису[15].